# Рощино (Далматовский район)
Рощино — деревня в Далматовском районе Курганской области. Входит в состав городского поселения Далматово.

## История
По данным на 1958 год посёлок Пятый участок овощесовхоза входил в состав Далматовского горсовета.

## Население
| 1989 | 2002 | 2010 |
| ---- | ---- | ---- |
| 46   | ↘25  | ↘10  |